# NGC 3882
NGC 3882 ist eine Balken-Spiralgalaxie vom Hubble-Typ SBbc im Sternbild Zentaur. Sie ist schätzungsweise 72 Millionen Lichtjahre von der Milchstraße entfernt.
Das Objekt wurde am 3. April 1834 von John Herschel entdeckt.